# Mets Parni
Mets Parni là một đô thị thuộc tỉnh Lori, Armenia. Dân số ước tính năm 2011 là 2060 người.